# Commissariat au cinéma et à la télévision de Québec
Le Commissariat au cinéma et à la télévision de Québec était un organisme qui avait comme but de promouvoir la capitale nationale comme endroit de tournage et de support à l'industrie locale. Ainsi, ce dernier a fermé le 7 mai 2008.

## Liste de productions télévisuelles[1]
- 2007 : Infiniment Québec, long métrage, réalisateur : Jean-Claude Labrecque
- 2007 : René Lévesque 2, mini-série télé, réalisateur : Pierre Houle, en vedette : Emmanuel Bilodeau, Lucie Laurier, Benoît Gouin
- 2007 : Story of Jen, long métrage, Québec/France, réalisateur : François Rotger, en vedette : Donald Pilon, Laurence Leboeuf, Marina Hands
- 2007 : Québec depuis 1608, série documentaire, réalisateurs : Collectif
- 2007 : Road Hockey Rumble, émission télé, Vancouver, réalisateur : Dwayne Beaver
- 2006 : Ce qu'il faut pour vivre - Inuujjutiksaq, long métrage, réalisateur : Benoit Pilon, en vedette : Natar Ungalaaq, Éveline Gélinas, Louise Marleau, Guy Thauvette, Antoine Bertrand
- 2006 : L'heure de la brunante, long métrage, réalisateur : Fernand Dansereau, en vedette : Monique Mercure, Suzanne Clément
- 2006 : La belle empoisonneuse, long métrage, réalisateur : Richard Jutras, en vedette : Maxime Denommée, Isabelle Blais, Benoit Gouin, Andrée Lachapelle
- 2006 : Panasonic, vidéo corporatif, Japon - New York, réalisateur : Masao Sato
- 2006 : Lance et Compte : La revanche, télésérie, réalisateur :  Jean-Claude Lord, en vedette : Claude Marotte, Marc Messier
- 2005 : Barera de Amor, Télésérie, Mexique, réalisateur : Hector Raul Cadena Araiza, en vedette : David Ayala Pedro, Jose Goenega Vassan, Ana Brenda Contreras Perez
- 2005 : Pepsi, publicité, réalisateur : Alexandre Franchi
- 2005 : Toyota Yaris, publicité, Toronto, réalisateur : James Stewart
- 2005 : Duo, long métrage, réalisateur : Richard Chiupka, en vedette : François Massicotte, Anick Lemay, Serge Postigo
- 2005 : Maurice Richard, long métrage, réalisateur : Charles Binamé, en vedette : Roy Dupuis, Julie Lebreton
- 2004 : Les États-Unis d'Albert, long métrage, réalisateur : André Forcier, en vedette : Roy Dupuis, Émilie Dequenne
- 2004 : La neuvaine, long métrage, réalisateur : Bernard Émond, en vedette : Élise Guilbault
- 2004 : Mémoires Affectives, long métrage, réalisateur : Francis Leclerc, en vedette : Roy Dupuis, Rosa Zacharie
- 2004 : La Chambre no 13, télésérie, Radio-Canada, réalisateurs : Richard Angers, Louis Bélanger, Louis Choquette, Philippe Gagnon, Julie Hivon, Kim Nguyen, Éric Tessier, Ricardo Troggi, en vedette : Pierre Lebeau, Raymond Cloutier
- 2003 : La Face cachée de la lune, long métrage, réalisateur : Robert Lepage, en vedette : Robert Lepage, Anne-Marie Cadieux, Céline Bonnier
- 2003 : Taking Lives, long métrage, États-Unis, réalisateur : D.J. Caruso, en vedette : Angelina Jolie, Ethan Hawke, Kiefer Sutherland, Olivier Martinez, Gena Rowlands, Tchéky Karyo
- 2003 : La pension des étranges, long métrage, réalisatrice : Stella Goulet, en vedette : Pierre Curzi, Andrée Lachapelle, Sophie Dion, Huguette Oligny, Didier Lucien, Jacques Lussier, Denise Verville, Jacques-Henri Gagnon
- 2003 : Manners of Dying, long métrage, réalisateur : Jeremy Peter Allen, en vedette : Roy Dupuis, Serge Houde
- 2003 : Père et Fils (2003), long métrage, Québec-France, réalisateur : Michel Bouhenah, en vedette : Philippe Noiret, CharlesBerling, Marie Tifo, Geneviève Brouillette, Pierre Lebeau
- 2003 : Nouvelle-France, long métrage, réalisateur : Jean-Beaudin, en vedette : Gérard Depardieu, Vincent Pérez, Tim Roth, Noémie Godin-Vigneau, David LaHaye
- 2003 : Befaawa, long métrage, Inde, réalisateur : Dharmesh Darshan
- 2002 : Blizzard, long métrage, États-Unis/Canada, réalisateur : LeVar Burton, en vedette : C. Plummer, Brenda Blethyn, Kevin Pollak
- 2002 : Arrête-moi si tu peux, long métrage, États-Unis, réalisateur : Steven Spielberg, en vedette : Leonardo DiCaprio, Tom Hanks
- 2002 : Urban Myth Chillers, télé série, France/Allemagne/R.-U., réalisateurs : Six réalisateurs de France, Allemagne, Espagne et Québec
- 2001 : Phylactère Cola, télé série, réalisateur : Patrick Boivin, en vedette : Boo, Brazil, Carnior, Eddie 69, L’ami Francis, Giral, Psychopat, Strob
- 2001 : Québec-Montréal, long métrage, réalisateur : Ricardo Trogi, en vedette : Patrice Robitaille, Jean-Philippe Pearson, Stéphane Breton, Pierre-François Legendre
- 2001 : Le Marais, long métrage, réalisateur : Kim Nguyen, en vedette : Paul Ahmarani, Gregory Hlady, Gabriel Gascon
- 2001 : Le Collectionneur, long métrage, réalisateur : Jean Beaudin, en vedette : Maude Guérin, Luc Picard
- 2001 : Women Without Wings, long métrage, réalisateur : Nicholas Kinsey, en vedette : Katya Gardner, Micheline Lanctot, Lowell Gasoi, Besa Imani
- 2000 : 15 février 1839, long métrage, réalisateur : Pierre Falardeau, en vedette : Luc Picard, Sylvie Drapeau
- 2000 : Le Tunnel, long métrage, États-Unis, réalisateur : Daniel Baldwin, en vedette : Kim Coates, Daniel Baldwin, Audrey Benoît
- 2000 : Le ciel sur la tête, long métrage, réalisateurs : André Melançon, Geneviève Lefebvre, en vedette : David Boutin, Nathalie Breuer, Marc Messier, Céline Bonnier
- 2000 : Une jeune fille à la fenêtre, long métrage, réalisateur : Francis Leclerc, en vedette : Fanny Mallette, Hugues Frenette
- 2000 : The Baroness and the Pig : long métrage, réalisateur : Michael MacKenzie, en vedette : P. Clarkson, C. Dhavernas, Colm Feore, Bernard Hepton
- 1999 : Battlefield Earth, long métrage, États-Unis, réalisateur : Roger Christian, en vedette : John Travolta, Barry Pepper
- 1999 : Laura Cadieux 2, long métrage, réalisatrice : Denise Filiatrault, en vedette : Ginette Reno, Pierrette Robitaille
- 1999 : Ultimate G’s, long métrage (Large format), réalisateur : Keith Melton, en vedette : Michael Cera, Joel McNichol, Emma Campbell
- 1999 : Un petit vent de panique, long métrage, réalisateur : Pierre Gréco, en vedette : Bobby Beshro, Marie-Joanne Boucher, Geneviève Bilodeau, Caroline Néron
- 1998 : Nô, long métrage, réalisateur : Robert Lepage, en vedette : Anne-Marie Cadieux, Alexis Martin
- 1998 : Eye of the Beholder, long métrage, R.-U./Canada/Australie, réalisateur : Stephan Elliott, en vedette : Ashley Judd, Ewan McGregor
- 1998 : Grey Owl, long métrage, R.-U./Canada, réalisateur : Richard Attenborough, en vedette : Pierce Brosnan
- 1996 : Le polygraphe, long métrage, réalisateur : Robert Lepage, en vedette : Marie Brassard, Marie-Christine Le-Huu
- 1996 : Les Sept branches de la rivière Ota, long métrage, réalisateur : Francis Leclerc
- 1996 : The Rescuers: A Woman on a Bicycle, télé série, États-Unis, réalisateur : Peter Bogdanovich
- 1996 : Good Morning America, TV Show, États-Unis, réalisateur : B. Basley, en vedette : Céline Dion
- 1995 : Le Confessionnal, long métrage, réalisateur : Robert Lepage, en vedette : Lothaire Bluteau, Patrick Goyette, Suzanne Clément, Jean-Louis Millette
- 1990 : La Sarrasine, long métrage, réalisateur : Paul Tana, en vedette : Toni Nardi, Jean Lapointe
- 1988 : Elvis and Me, long métrage, États-Unis, réalisateur : Larry Peerce, en vedette : Sn Walters, Dale Midkiff
- 1988 : Criminal Law, long métrage, États-Unis, réalisateur : Martin Campbell, en vedette : Gary Oldman, Kevin Bacon
- 1981 : Les Plouffe, long métrage, réalisateur : Gilles Carle, en vedette : Gabriel Arcand, Pierre Curzi, Juliette Huot, Émile Genest
- 1982 : Les yeux rouges, long métrage, réalisateur : Yves Simoneau, en vedette : Micheline Bernard, Raymond Bouchard, Pierre Curzi
- 1952 : I Confess, long métrage, États-Unis, réalisateur : Alfred Hitchcock, en vedette : Montgomery Clift, Anne Baxter